# María Rosa Oliver
María Rosa Oliver (voluit: María Rosa Oliver Romero) (Buenos Aires, 10 september 1898 – aldaar, 19 april 1977) was een Argentijns schrijfster, vertaalster en essayiste. Zij schreef ook kritieken.
In haar jeugd werd zij getroffen door polio. Ze raakte ernstig gehandicapt, maar reisde tijdens haar leven desondanks veel door de Amerika's, Europa en Azië. Tijdens de Tweede Wereldoorlog was zij de geallieerde zaak toegedaan en zij bezocht Washington. Zij maakte, na te hebben deelgenomen aan het "Wereldcongres van de volkeren voor vrede" dat in 1952 in Wenen werd gehouden, samen met andere leden van de Communistische Partij een reis naar China en de Sovjet-Unie.
Oliver speelde een rol in de door communisten beïnvloede Wereldvredesraad en ontving in 1958 de Internationale Lenin-Vredesprijs voor de Consolidatie van de Vrede tussen de Volkeren. Deze prijs werd vaak aan communisten en fellow travellers in de Wereldvredesraad uitgereikt.
María Rosa Oliver schreef enkele autobiografische werken. In het in 1965 gepubliceerde Mundo, mi casa. Recuerdos De Infancia beschreef zij haar jeugd in een geprivilegieerd milieu. In 1969 verscheen La vida cotidiana. Daarin ging de schrijfster in op de achterstelling van vrouwen en de voor haar onacceptabele ongelijkheid in de maatschappij.

## Publicaties (selectie)
- Mundo, mi casa ('Wereld, mijn huis'), Buenos Aires, Falbo, 1965
- La vida cotidiana ('Het dagelijks leven'), Buenos Aires, Sudamericana, 1969
- Memorias - Recuerdos ('Memoires - Herinneringen'), 3 delen, Buenos Aires, Carlos Lohlé, 1969-1981
- Mi fe es el hombre ('Mijn geloof is de mens'), Buenos Aires, Carlos Lohlé, 1981

- Biblioteca Nacional de España: XX1494498
- Bibliothèque nationale de France: cb13541817f (data)
- Gemeinsame Normdatei: 119480271
- International Standard Name Identifier: 0000 0000 3761 4613
- Library of Congress Control Number: n86130068
- Nationale Bibliotheek van Israël: 987007337886805171
- Système universitaire de documentation: 253898749
- Virtual International Authority File: 17385432
- WorldCat: E39PBJj8JDFFCqDMhT7BB3kxDq